# Кадавр (фильм)
«Кадавр» (англ. The Possession of Hannah Grace; дословно — «Одержимость Ханны Грейс») — американский фильм ужасов режиссёра Дидерика Вана Ружена. Мировая премьера фильма состоялась 29 ноября 2018 года в Бразилии, Греции, Израиле, и др. В США фильм вышел 30 ноября 2018 года. В России фильм вышел 28 февраля 2019 года.

## Сюжет
Во время обряда экзорцизма одержимая Ханна Грейс демонической силой убивает священника, после чего её отец сам душит дочь подушкой. Бывший полицейский Меган Рид посещает группу анонимных алкоголиков, но никак не может избавиться от видений прошлого. Она устраивается работать по ночам в морг городской больницы Бостона, и в первую же смену туда поступает изуродованное тело девушки. Вскоре Меган начинает казаться, что в пустых коридорах морга кто-то есть, и с этим телом определённо что-то не так.

## В ролях
| Актёр                  | Роль         |
| ---------------------- | ------------ |
| Шей Митчелл            | Меган Рид    |
| Стана Катич            | Лиза Робертс |
| Грей Деймон            | Эндрю Кёрц   |
| Кирби Джонсон          | Ханна Грейс  |
| Ник Тун                | Рэнди        |
| Джейкоб Минг-Трент     | Эрни Гейнор  |
| Максимиллиан МакНамара | Дейв         |
| Луис Хертум            | Грейнджер    |

## Съёмки
Съёмки фильма начались 8 ноября 2016 года в Бостоне, штат Массачусетс.  Съёмки также проходили в New England Studios в Девенсе, штат Массачусетс.
«Кадавр» — первый полнометражный голливудский фильм, полностью снятый на беззеркальную фотокамеру Sony α7S II.